# Jan Vermeersch
Jan Vermeersch (Brugge, 22 oktober 1979) is een Belgische circusartiest, artistiek directeur en  installatiekunstenaar.

## Biografie
Jan Vermeersch is in 1979 in Brugge geboren als zoon van Corneel Vermeersch en Siska De Meyer. Reeds op jonge leeftijd toont hij interesse in kunst, poëzie en kalligrafie. Het is echter pas op 19-jarige leeftijd dat hij circustechnieken als expressievorm ontdekt. Na twee jaar school te lopen in de circushogescholen in Brussel vertrekt hij naar Le Lido in Toulouse voor een verdere opleiding in circus en clownerie. In 2002 richt hij zijn eerste gezelschap op en speelt en regisseert vanaf dan in heel Europa en tot ver daarbuiten. Zijn artistiek werk wordt gekenmerkt door het overschrijden van de grenzen tussen verschillende kunstvormen en de constante zoektocht naar vernieuwing.
In 2002 richt hij zijn eigen professioneel circusgezelschap op Cirq'ulation Locale. Als Artiest and Artistiek Directeur is hij werkzaam in meer dan 25 landen met shows als Just Another Boyband?, Who Goes On?, Trampoline Mission 3, Rapid I Movement, Laat Je Niet Kisten, Perfect Storm, Fiesta, Temple, On Fire en heel wat shows op maat voor klanten in heel Europa, Dubai, Texas...
In de periode 2002 tot 2019 is Vermeersch ook actief als Artistiek en Creatief Directeur bij verschillende organisaties waaronder Circus Barbaar, De Circus Groep, The Belgian Juggling Convention (2006-2007) Company O, Dumbo Days (2013-2014), Europe Adventure en Avanco Events. Waar hij naast de artistieke inrichting van de events ook zorgt voor de creatieve invulling van de totaalconcepten op maat van elk event.         
Van 2016 tot eind 2019 is Vermeersch ook Artistiek Directeur bij TNT shows & TNT crew, de trampolinespringers die finalist worden van het TV programma Belgium's Got Talent en vervolgens met hun trampolines in heel Europa te zien zijn. Het is ook in deze periode dat hij een samenwerking opzet met de Catwall Acrobats uit Canada om de Sway Poles naar Europa te brengen waarna deze toeren op alle grote Europese festivals waaronder Tomorrowland. In datzelfde jaar start Vermeersch als Creatief Directeur bij kinderkaravaan, een vzw die op maat gemaakte dorpen met kinderactiviteiten bouwt bestaande uit zelfgemaakt houten speelgoed en retro activiteiten.        
In 2021 start Jan Vermeersch de actiegroep Open Up samen met enkele vrienden, de bedoeling is om een plaats te creëren waar positieve en actieve mensen kunnen verbinden. Daar er in die periode nog maar weinig shows gespeeld kunnen worden begint Vermeersch met het inrichten van kunstenparcours en het maken van installaties zoals die te zien zijn onder andere op de kunstexpo Pop Up Art waar hij verschillende Installaties en Environment verzorgt.